# Rangiergleis

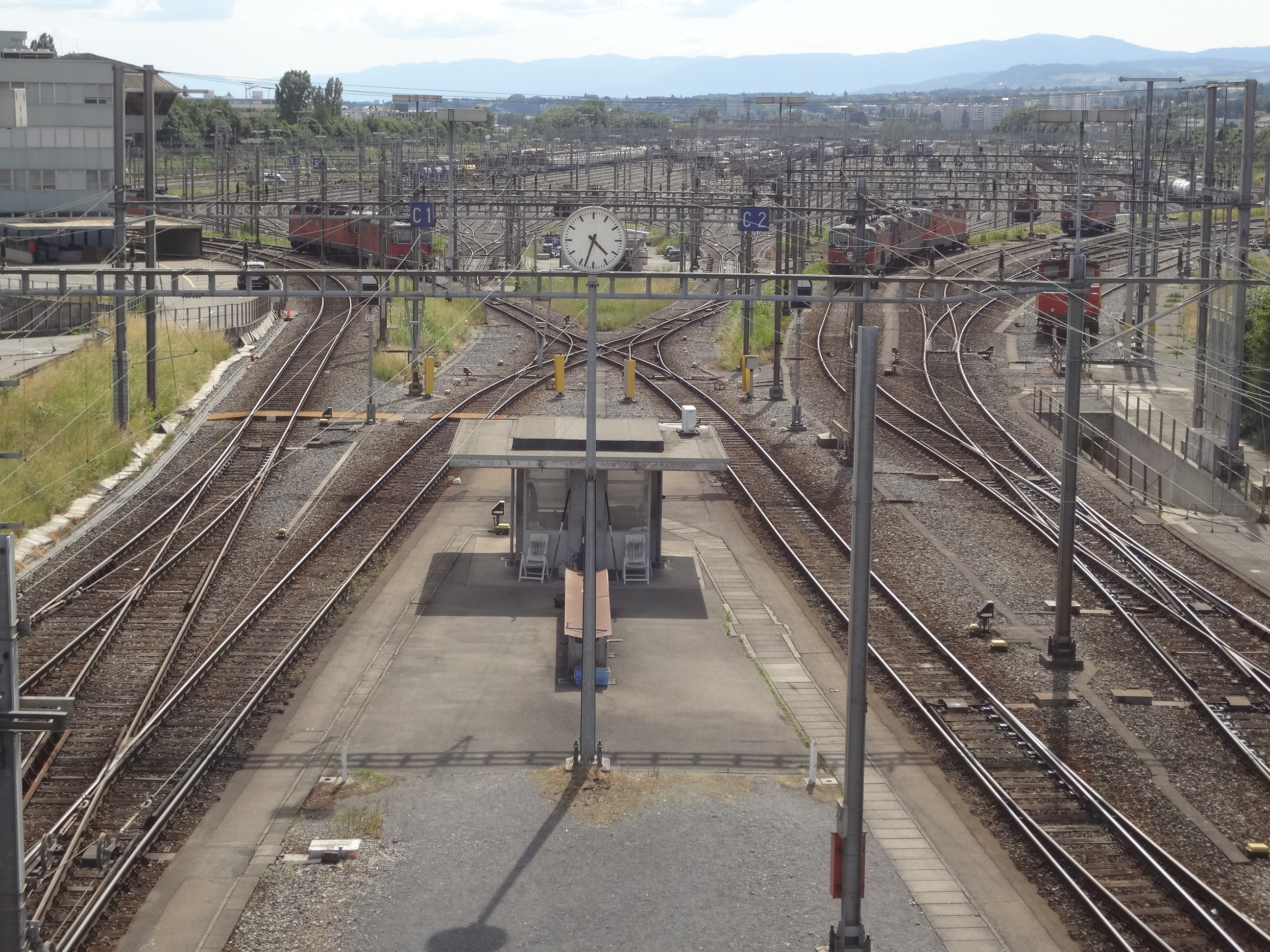
Rangiergleise im Bahnhof Lausanne-triage

Ein Rangiergleis ist ein Gleis, auf dem Rangierbewegungen durchgeführt werden. Nicht zu den Rangiergleisen zählen Zuggleise, auf denen signalmässige Zugfahrten möglich sind, und in der Schweiz Anschlussgleise.
Rangiergleise dienen zum Formatieren von Zugskomposition, zum Abstellen von Zügen, mehrerer oder einzelner Fahrzeuge, zum Be- und Entladen von Güterwagen und als Verbindung zu Depots oder Werkstätten.
Rangiergleise werden in der Schweiz mit Zwergsignalen und Rangiersignalen gesichert. Diese Signale sind aber auch neben Zuggleisen aufgestellt, da Rangierfahrten auch dort verkehren.
Die Höchstgeschwindigkeit auf Rangiergleisen beträgt bei Schweizer Normal- und Meterspurbahnen 40 km/h. Bei Rangiergleisen sind ein kleinerer Kurvenradius, eine grössere Verwindung bei Übergangsbögen sowie kleinere Kuppen- und Wannenausrundungen als bei Zuggleisen erlaubt. Bei Meterspur kann auf Übergangsbögen verzichtet werden.